# Félix Pellin
Pour les articles homonymes, voir Pellin.
Félix Marie Philibert Pellin (8 décembre 1877 à Paris - 23 décembre 1940 à Paris) est un ingénieur-opticien français. 

## Biographie
Fils de Philibert Pellin, il reprend l'activité d'instrumentation optique de son père jusqu'à sa mort. En 1941, la Maison Soleil-Duboscq-Pellin fusionnera avec la Maison Deleuil fondée par Louis-Joseph Deleuil. 
Il est l'auteur de nombreuses publications scientifiques à l'Académie des sciences et à la Société française de physique et participe à plusieurs Expositions universelles, nationales et coloniales dont celle de Turin en 1923,  où il est vice-président, puis celle de Strasbourg en 1924 où il est président du jury. Il est également rapporteur pour la France de l'exposition de Monaco de 1921 et secrétaire général pour la France à l'Exposition de Rio en 1922. Lors de l'Exposition universelle de Bruxelles de 1910, il est chargé par le  Ministère du Commerce et de l'Industrie de rédiger le rapport concernant l'Optique.
Félix Pellin fut président du Syndicat patronal de l'optique et des instruments de précision  (ancêtre du GIFO), fondateur et membre du conseil d'administration de l'Institut d'optique, trésorier de la Société française de physique, membre du conseil de direction de l'école professionnelle Jules Richard, membre de la commission de métrologie au Ministère du commerce et membre du comité français des expositions.
Il est adjoint au maire du 6e arrondissement de Paris.

## Récompenses et distinctions
- officier d'Académie
- chevalier de la Légion d'honneur (1921)
- officier de la Légion d'honneur (1925)
- commandeur de la Légion d'honneur (1936)[6]